# カーボンクレジット
カーボンクレジット（英語: Carbon Credit）とは、二酸化炭素（CO₂）などの温室効果ガスの排出量を削減または吸収した実績を“クレジット”と呼ばれる取引可能な形に数値化したものを指す。
企業や組織が自らの温室効果ガス排出量削減義務を果たす際に、排出削減量が不足する場合、他者が保有するカーボンクレジットを購入して相殺（オフセット）する仕組みとして利用される。

## 解説
カーボンクレジットは、気候変動対策や炭素価格の形成を目的とした国際的な枠組みや各国の排出取引制度において重要な役割を担っている。国連の気候変動枠組条約（UNFCCC）やパリ協定、各地域の排出量取引制度(ETS: Emissions Trading System)などに基づき、排出量削減の促進や資金調達手段として活用されている。

### カーボンクレジットの意義・価値
CO2排出削減・除去は経済活動に直接結びつきにくいため、企業や団体は積極的な取り組みを行いづらいという課題がある。それに対し、カーボンクレジットは市場等で売買することで、CO2の排出削減・除去する取り組みに経済的価値をもたらすことができるため、カーボンニュートラルへの取り組みを加速させる役割が期待されている。

## 背景
温室効果ガスの排出削減に関しては、1997年に採択された京都議定書が大きな転機となった。京都議定書では、先進国を中心に排出削減目標（数値目標）が設定され、それを達成するために排出取引制度（Emission Trading）やクリーン開発メカニズム（CDM）、共同実施（JI）が開始。
これらの仕組みでは、自国内での削減だけでなく、他国・他地域で実施された削減プロジェクトによる削減量（＝カーボンクレジット）を購入して自国の削減量としてカウントすることが認められており、それが「排出権取引」または「カーボンクレジットの取引」という形で市場が存在。

## 歴史
カーボンクレジットの起源は、温室効果ガス排出削減に向けた国際的な取り組みの中で整備された制度にさかのぼる。
1997年に採択された京都議定書では、先進国に対して排出削減目標が設定され、その達成手段として「クリーン開発メカニズム（CDM）」や「共同実施（JI）」といった柔軟な仕組みが導入された。
これらの制度は、排出削減プロジェクトを実施した国や事業者に排出削減量を「クレジット」として付与し、それを他の主体が購入・活用することで削減義務を満たせる仕組みとして整備されたものである。
その後、2005年にEU（欧州連合）が排出権取引制度（EU ETS）を開始した。
京都議定書の第一約束期間（2008–2012年）を経て、第二約束期間やパリ協定（2015年採択）へと枠組みが変わる中で、カーボンクレジットの取扱いも各国の制度設計や市場状況に応じて変化してきた。
近年では、各国・地域独自の排出取引制度やボランタリークレジット（自主的に削減量を取引する市場）も台頭しており、カーボンクレジットは気候変動対策の一手段として活用されている。

## 仕組み
- 排出量削減プロジェクトの実施
  - 再生可能エネルギー（太陽光・風力・バイオマスなど）の導入
  - 森林保護・森林再生によるCO₂吸収量の増加
  - エネルギー効率化による排出削減　等
- 削減量の検証
  - 第三者認証機関によるプロジェクトの監査・測定・報告
  - 削減・吸収された温室効果ガスの量を数値化し、信頼性を確保
- クレジットの発行
  - 検証後、排出削減量や吸収量がカーボンクレジットとして発行される
  - プロジェクトのオーナーがクレジットを取得

- 取引・利用
  - 企業や団体が自社の排出削減義務やカーボン・ニュートラル目標達成のためにクレジットを購入し、排出量をオフセットする
  - 市場を介してクレジットの価格が形成

## 主な種類
1. 国連により管理・発行されるクレジット
  - 京都メカニズムに基づくクレジット
    - CDM (クリーン開発メカニズム): 途上国で行われた排出削減プロジェクトによるクレジット
    - JI (共同実施): 京都議定書の参加国間で実施された排出削減プロジェクトによるクレジット

  - パリ協定第6条に基づくクレジット[3]
2. ボランタリークレジット (Voluntary Carbon Credit)
  - 政府の排出削減義務とは別に、企業や個人が自主的に利用する目的で市場に流通しているクレジット
  - Verified Carbon Standard (VCS)[4] や Gold Standard [5]などの認証プログラムが存在する
3. 国内制度に基づくクレジット
  - 各国・各地域ごとの排出取引制度(ETS)におけるクレジット
  - 日本の場合は「J-クレジット制度」や「グリーン電力証書」「非化石証書」などを通じてクレジットが発行・取引される[6]

## 日本におけるカーボンクレジット
- J-クレジット制度  日本国内での排出削減・吸収プロジェクトを対象に、環境省[7]・経済産業省・農林水産省[8]などが連携して認証を行い、クレジットを発行する制度[9]
  - J-クレジット制度で認められる主な方法論
    - ボイラーの導入または更新
    - ヒートポンプの導入
    - 空調設備の導入または更新
    - 照明設備の導入または更新
    - コージェネレーションの導入
    - ポンプ・ファンの導入または更新
    - 太陽光発電設備の導入
    - 水力発電設備の導入
    - 風力発電設備の導入
    - バイオマスボイラーの導入
    - 適切な森林管理（定期的・計画的な間伐等）の実施  これらの方法論は、温室効果ガスの排出削減量や吸収量を算定するための基準となります。2024年12月時点で、J-クレジット制度では72の方法論が承認されています。なお、新しい方法論の提案も可能で、事務局への提案と運営委員会の承認を経て、新規方法論を作成することができます。[10]

- カーボンニュートラルへの取り組み  政府が2050年カーボンニュートラルを宣言したことを受け、企業や団体が自社の排出削減義務やカーボン・ニュートラル目標達成のためにクレジットを購入し、排出量のオフセットに使われる。[11]

## 流通形態
カーボンクレジットは以下のような流通形態（売買の方法）がある。
- 相対取引：仲介業者が売買の代理を行う
- 取引所：株式市場のように入札を行い、約定が成立するとクレジットが取引される
- オンラインマーケットプレイス：ECサイトのようなかたちで種々のクレジットが並んでおり、オンライン上で成約する
- オフテイク契約：長期購入契約
- プロジェクト投資：カーボンクレジットを創出するプロジェクトに出資し、出資比率に応じてクレジットを受け取る